# تريو مانديلي
تريو مانديلي (بالجورجية:ტრიო მანდილი) (بالإنجليزية: Trio Mandili) هي فرقة موسيقية جورجية تتكون من الثلاثي الغنائي تاتولي مجيلادزي ومريم كوراسبدياني وتاكو تسيكلوري.
يؤدون الغناء متعدد الألحان مصحوبًا بآلة باندوري، وهي آلة وترية جورجية تقليدية. أصبحوا مشهورين في جورجيا عندما قاموا بتحميل فيديو موسيقي يؤدون فيه أغنية شعبية جورجية، " Apareka ". تم نشر هذا الفيديو على الإنترنت، وحصد أكثر من خمسة ملايين مشاهدة  
قامت فرقة تريو مانديلي بغناء أغانٍ بلغات أخرى، مثل الأغنية الهندية "Goron Ki Na Kalon Ki" التي تم أداؤها في يوم الجمهورية، وكذلك الأغنية البولندية «ليبكا» (الترجمة الإنجليزية: ليتل ليندن)
في عام 2017، شاركوا في المسابقة لتمثيل جورجيا في مسابقة الأغنية الأوروبية، وحصلوا على المركز الثاني عشر.

## ألبوم
| العام | الأسم                 | النوع            | العنوان                  |
| ----- | --------------------- | ---------------- | ------------------------ |
| 2015  | مع الحب، تريو مانديلي | قرص مضغوط، ألبوم | EL ITALIA                |
| 2016  | مع الحب، تريو مانديلي | LP ، الألبوم، RE | تسجيلات شركة ميرلينز أور |
| 2017  | إنجورو، تريو مانديلي  | قرص مضغوط، ألبوم | EL ITALIA                |

## أعضاء الفرقة
تاتولي مجيلادزي - مغني رئيسي ودعم غنائي
مريم كوراسبدياني - دعم غنائي ومغني رئيسي، باندوري (آلة وترية جورجية تقليدية)
تاكو تسيكلوري - دعم وغناء رئيسي يؤدى في بعض الأحيان

## روابط خارجية
- الموقع الرسمي